# 市姫
市姫（いちひめ、慶長12年1月1日（1607年1月28日） - 慶長15年2月12日（1610年3月7日））は、伊達政宗の嫡男・伊達忠宗と婚約していた女性。父は徳川家康、母は側室のお梶の方（遠山氏）。
徳川家康が66歳のときに生まれた五女である。家康は、織田信長の妹で絶世の美女と謳われたお市の方のように美女になってほしいと願っていたらしく、市姫と命名した。
慶長12年（1607年）2月8日、家康は当時、最大の勢力を誇っていた外様大名の伊達政宗と関係をさらに深めるため、政宗の嫡男・虎菊丸（のちの忠宗）と婚約させている。しかし慶長15年（1610年）2月12日、市姫は3歳で夭折した。野苺を摘んでいた際、毒虫に刺され、それが原因でこの世を去ったと言われている。追号は清雲院、または一照院。墓所は静岡市葵区の華陽院。
家康は市姫の夭折に嘆き悲しむと同時に、忠宗に対して孫娘の振姫（実父は池田輝政で、生母が家康の次女・督姫）を徳川秀忠の養女として婚約させている。